# Vor Frelsers Kirke (Odense Kommune)
 For alternative betydninger, se Vor Frelsers Kirke. (Se også artikler, som begynder med Vor Frelsers Kirke)
Vor Frelsers Kirke er en kirke i Korsløkke Sogn i det østlige Odense.
I folkemunde kaldes kirken også for "Ejby Kirke" fordi kirken ligger i Ejby.
- Vor Frelsers Kirkes tårn

## Eksterne kilder og henvisninger
- Wikimedia Commons har flere filer relateret til Vor Frelsers Kirke (Odense Kommune)
- Vor Frelsers Kirke hos KortTilKirken.dk
- Vor Frelsers Kirke hos danmarkskirker.natmus.dk (Danmarks Kirker, Nationalmuseet)